# Novalis
Georg Philipp Friedrich von Hardenberg, más conocido por su pseudónimo Novalis (Wiederstedt, 2 de mayo de 1772-Weißenfels, 25 de marzo de 1801), fue un escritor y filósofo alemán, representante del Romanticismo alemán temprano.
Además de los Himnos a la Noche y los conjuntos de fragmentos Polen y Fe y amor –lo nuclear de su obra publicada en vida–, su producción incluye dos novelas inconclusas (Los Discípulos en Sais y Heinrich von Ofterdingen), un poemario de temática religiosa (Cantos espirituales) junto a varias poesías sueltas, dos famosos ensayos (La Cristiandad o Europa y el Monólogo) y diversos grupos de fragmentos y apuntes, como los “Fragmentos logológicos”, los tempranos “Estudios sobre Fichte” o el más tardío “Borrador general”, más conocido como Enciclopedia.
Su figura fue asociada tradicionalmente al tópico literario de la “flor azul”, a su historia de amor con Sophie von Kühn, a su cosmovisión conocida como “idealismo mágico”, al pensamiento místico y a su pertenencia al grupo de los primeros románticos alemanes, entre los cuales se contaban sus amigos –y responsables de la primera edición de sus obras– Friedrich Schlegel y Ludwig Tieck. Actualmente se considera que algunas de estas asociaciones, en particular la de su vínculo con Sophie von Kühn –a cuya temprana muerte se adjudicó tradicionalmente un pretendido giro hacia el misticismo en el pensamiento novaliano– se fundan en un estudio parcial y poco cuidadoso de su obra y en simplificaciones presentes en las primeras ediciones de sus escritos y en algunas biografías tempranas.
Su vida profesional se desarrolló en el ámbito de la minería (llegó a ser inspector de las minas de sal de Weißenfels), temática recurrente en su obra literaria. Una parte central de sus estudios e intereses se orientaba, en general, a investigaciones científicas. Esta orientación se encuentra muy presente tanto en su obra teórica como en su producción literaria, en la que se acude con frecuencia a teorías como las del magnetismo, el galvanismo o la alquimia y al tema, en general, del estudio de la naturaleza.

## Biografía

### Infancia y adolescencia (1772-1790)

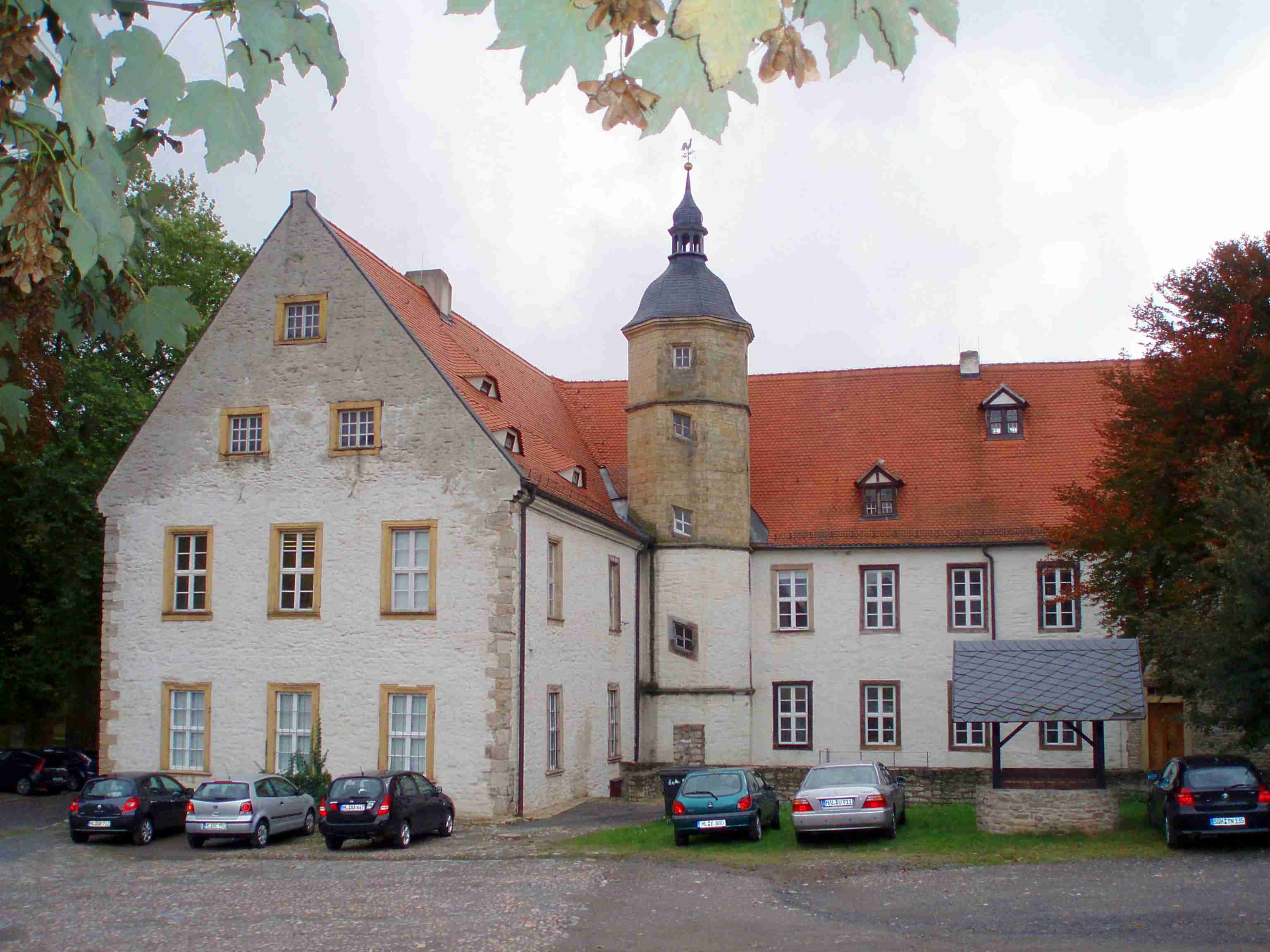
Schloß Oberwiederstedt, casa natal de Friedrich von Hardenberg.

Novalis perteneció a una familia de la nobleza sajona, oriunda de la zona de la Baja Sajonia, con antecedentes que pueden rastrearse sin saltos hasta el siglo XII. La rama a la que pertenecería Novalis (la rama de los barones) se desplazó a la zona del actual estado alemán Sajonia-Anhalt. Allí, en el Schloss Oberwiederstedt en la pequeña localidad de Wiederstedt, nació Georg Philipp Friedrich von Hardenberg en 1772.
En este Schloss Oberwiederstedt (actualmente museo y centro de investigaciones sobre romanticismo alemán temprano) pasó Hardenberg los primeros doce años de su vida, hasta que su padre fue nombrado, en 1784, director de las salinas de Dürrenberg, Kösen y Artern del Electorado de Sajonia y la familia se mudó a una casa (hoy museo) en la ciudad de Weißenfels (también en Sajonia-Anhalt).
Novalis fue el segundo de los once hijos que tuvieron Heinrich Ulrich Erasmus von Hardenberg –un hombre de firme religiosidad pietista vinculado a la Hermandad de Moravia– y su segunda esposa Auguste Bernhardine von Bölzig. El carácter estricto del padre generó ciertos roces entre él y su hijo Friedrich, los cuales, sin embargo, no llevaron nunca a conflictos insuperables. De no ser por la aparición inquietante de una disentería en 1780 o 1781, la infancia de Hardenberg transcurrió sin mayores perturbaciones.

### Años de formación (1790-1794)
Novalis, en un principio, fue educado por tutores privados. Más tarde, en 1790, acudió al Luthergymnasium de Eisleben, donde adquirió habilidades en retórica y cultura clásica. En octubre de este mismo año se matriculó en la Universidad de Jena para cursar derecho. Allí conoció, entre otros, a Friedrich Schiller y a Karl Leonhard Reinhold, y asistió a las lecciones de ambos. Durante enero de 1791 cuidó personalmente, junto con otros alumnos, a Schiller, que había caído enfermo. A él se alude en la primera publicación de Hardenberg, el poema Quejas de un joven (Klagen eines Jünglings), aparecido en la revista Der neue Teutscher Merkur. En octubre abandonó la Universidad de Jena y se matriculó posteriormente en la de Leipzig. Durante 1792 conoció a Friedrich Schlegel, quien sería más adelante uno de sus más grandes amigos, y atravesó una gran incertidumbre sobre su futuro, considerando incluso la posibilidad de hacerse soldado. El año siguiente, sin embargo, se matriculó en la Universidad de Wittenberg, donde se recibió finalmente en 1794.

### Comienzos de la actividad profesional (1794-1795)
En octubre de 1794 Hardenberg partió hacia Tennstedt para ocupar un cargo de secretario oficial (Aktuarius) en la administración del distrito, que estaba a cargo de August Cölestin Just. Just devendría posteriormente su íntimo amigo e incluso el autor de una de las más importantes biografías tempranas de Novalis. En esta etapa, en noviembre de 1794, conoció en Grüningen a Sophie von Kühn, de 12 años, con quien posteriormente, en el cumpleaños número 13 de Sophie el 17 de marzo de 1795, se comprometería. Durante este año Hardenberg dividió su tiempo entre las actividades oficiales en Tennstedt y la relación con Sophie en Grüningen, y comenzó también sus anotaciones filosóficas conocidas como “Estudios sobre Fichte” (Fichte-Studien). Con Fichte mismo (y también con Hölderlin) compartió una reunión durante mayo en casa de Immanuel Niethammer.
El 30 de diciembre se aprobó la designación de Novalis como funcionario menor (Akzessist) en la dirección de las minas de sal en Weißenfels, trabajo que acompañaría con sus continuadas anotaciones sobre Fichte y con su relación con Sophie, cada vez más marcada por las desmejoras del estado de salud de ella.

### Relación con Sophie von Kühn (1795-1797)

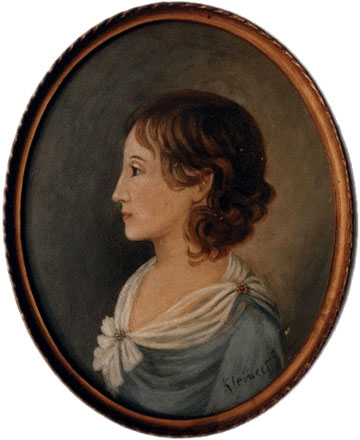
Sophie von Kühn.

Hardenberg conoció a Sophie en el contexto de un viaje oficial y, según su propio testimonio, le bastó un cuarto de hora para enamorarse de ella. La enfermedad de Sophie se interpondría, sin embargo, poco después del compromiso: ya en noviembre de 1795 padeció una primera crisis y durante la segunda mitad de 1796 fue operada en tres ocasiones, sin lograr mejorías esperanzadoras. Murió finalmente en marzo a causa de la tuberculosis. Desde entonces Hardenberg llevó adelante un diario en el que consignaba, con una datación establecida a partir de la cantidad de días pasados desde la muerte de Sophie, la evolución de sus sentimientos, así como también las actividades a las que se dedicó durante este período (en particular, el estudio a fondo de los Años de aprendizaje de Wilhelm Meister de Goethe).
La relación entre Sophie y Novalis y la muerte temprana de ella dejarían ciertas marcas en la obra literaria de él. Fundamentalmente remiten a estos eventos el tercero y central de los Himnos a la noche y diversos elementos de Heinrich von Ofterdingen. La crítica en torno a la obra de Novalis hizo de esta relación un elemento absolutamente capital en la vida de Hardenberg, a punto tal de articular su existencia completa en torno a ella. Posteriormente esta visión sería desacreditada por la investigación sobre su vida y la obra, si bien subsiste hasta hoy la imagen, hecha lugar común, de Novalis como un poeta torturado por la muerte temprana de su joven amada.

### Años de estudio en Freiberg y desarrollo de la obra madura (1797-1799)
Entre diciembre de 1797 mediados de 1799, un período sumamente productivo de su vida, Hardenberg se formó en la Bergakademie de Freiberg (la Academia de Minería, hoy la Technische Universität Bergakademie Freiberg). Allí asistió, entre otras, a las clases de geología de Gottlob Werner, que tendrían un gran impacto sobre su pensamiento y también sobre su obra literaria. Durante 1798 se publicaron sus conjuntos de fragmentos más reconocidos, ya bajo el pseudónimo de “Novalis”: Polen (Blüthenstaub), redactado a fines de 1797, y sus fragmentos de contenido político Fe y amor (Glauben und Liebe). De esta época datan también su primer proyecto de novela Los discípulos en Sais, el conjunto de anotaciones conocido como “fragmentos de Teplice” (Teplitzer Fragmente) y las primeras elaboraciones del Borrador general (Das allgemeine Brouillon), en alguna medida resultado de su interés creciente por la Naturphilosophie de Schelling, a quien había conocido personalmente durante 1797. A fines de 1798 comenzó su noviazgo con Julie von Charpentier, que lo acompañaría en adelante.

### Últimos años productivos (1799-1800)
En 1799 finalizó sus estudios en Freiberg y, desde mediados de mayo, retomó la actividad profesional en Weißenfels, en donde ofició de asesor de inspección de las minas de sal (Salinenassesor). De esta época provienen varios apuntes y fragmentos y también La cristiandad o Europa (Die Christenheit oder Europa) y los primeros desarrollos de su segundo y mayor proyecto de novela Heinrich von Ofterdingen. También se gesta y fortalece su amistad con Ludwig Tieck, que sería, junto con Friedrich Schlegel, el principal responsable de la primera edición de las obras completas de Novalis.

Durante 1800 continuó con su trabajo de asesor y con la redacción de su novela y de los Himnos a la noche (Hymnen an die Nacht), que fueron publicados en septiembre. A fin de año es nombrado funcionario supernumerario del distrito (Supernumerar-Amtshauptmann) en Turingia, aunque su salud se encontraba entonces ya demasiado desmejorada.

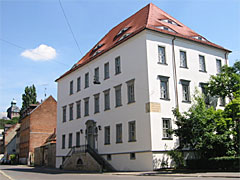
La casa de los Hardenberg en Weißenfels. Aquí murió Novalis en 1801.

### Enfermedad y muerte (1800-1801)
Deficiencias pulmonares habían acompañado su vida ya desde la infancia, y en los últimos meses de 1800 se habían revelado como altamente problemáticas. A fines de 1800 padeció una hemorragia y su situación comenzó a manifestarse como irreversible. El 25 de marzo de 1801, todavía convencido de la posibilidad de llevar a cabo nuevos planes para la segunda parte de Heinrich von Ofterdingen, murió al mediodía en presencia de Friedrich Schlegel y de su hermano Karl von Hardenberg, a causa de una hemorragia producida por una tuberculosis pulmonar o, quizás, por una muscoviscidosis. Sus restos fueron enterrados en Weißenfels.

## Obra

### Obra temprana
Dejando de lado unos muy pocos esbozos en prosa (entre ellos, una interesante Apología de Friedrich Schiller), la producción de Novalis anterior a 1795 consiste fundamentalmente en poesías. Se conservan más de cien poemas de estos años. Estos poemas, sin embargo, son dejados de lado por la mayor parte de la crítica, en tanto meras exploraciones de claro carácter mimético: se trata en muchos casos de poemas de marcada sensibilidad horaciana y, por lo general, de escasa originalidad. No obstante, tienen el interés de que allí se pueden apreciar ciertas tendencias que más adelante serían características de la poética novaliana. Entre ellas, sobre todo, el establecimiento de equivalencias entre el yo y la naturaleza. De los años de estudiante la crítica recoge, entre otros, Die Kahnfahrt, Badelied, Elegie beim Grabe eines Jünglings, Vergiß mein nicht, Walzer y su primera publicación: Klagen eines Jünglings, de 1791.
Durante la época de Tennstedt y de su relación con Sophie von Kühn compuso Novalis algunos poemas (entre ellos, varios que tratan explícitamente sobre su prometida), como Anfang, M. und S., Lied beim Punsch o Zu Sophiens Geburtstag, pero se destaca, sobre todo, su producción filosófica: los así llamados “Estudios sobre Fichte”.

### LosFichte-Studien
Entre el otoño alemán de 1795 y el de 1796 Hardenberg redactó esta serie de 667 anotaciones que hoy se conoce como "Estudios sobre Fichte" (Fichte-Studien). Se trata de apuntes sobre los problemas filosóficos que estaban en el primer plano de la discusión en la Alemania de la última década del siglo XVIII, es decir que, entre otras cuestiones, se trata de las posibilidades y limitaciones del conocimiento, de las facultades de autoconocimiento del yo, de los vínculos entre el yo y la naturaleza, entre el yo y la trascendencia, etc. Por largo tiempo mal editados y poco estudiados, estos Fichte-Studien se transformaron, durante la segunda mitad del siglo XX, en el centro de atención de las investigaciones sobre el pensamiento de Novalis. Estos apuntes, llamados “Estudios sobre Fichte” en virtud de una evidente conexión con las problemáticas abordadas por Fichte (a la sazón el filósofo más influyente en Alemania), contienen ideas de la mayor originalidad y una serie de desarrollos personales, profundos y complejos, sobre la autoconciencia del yo y sobre su conocimiento del mundo. Destacan, sobre estas cuestiones, sus planteos sobre las relaciones entre el “sentimiento” (Gefühl) y la “reflexión” (Reflexion) como modos de autoconocimiento, su teoría sobre el “ordo inversus” en el hecho del conocimiento, su exposición de los límites de la filosofía y la incipiente presencia de una idea (muy significativa en su obra posterior) sobre la posibilidad de la superación de las limitaciones de la filosofía a través del arte.

### 1797
Durante el turbulento 1797, año de la agonía y muerte de Sophie y de la del hermano más cercano de Novalis, Erasmus, es particularmente escasa su producción tanto filosófica como poética. En contraste con esto, es muy abultada la sección correspondiente a este año en los diarios personales y en el epistolario.
Se conservan unas pocas poesías, por lo demás de ocasión (por ejemplo Gedicht zum 29. April, dem Tage des Gartenkaufs), unos interesantes pero reducidos estudios sobre obras de Hemsterhuis y Kant (los así llamados Hemsterhuis-Studien y Kant-Studien) y poco más. En estos estudios, sin embargo, pueden advertirse dos aspectos de importancia: el interés creciente por el lenguaje poético como aquel destinado a superar las trabas del pensamiento filosófico, por un lado, y, por el otro, la tendencia del lenguaje de Novalis a aproximarse cada vez más al formato que sería característico de su producción posterior, el del fragmento.

### Los fragmentos
Ya a fines de 1797 Novalis redactó sus Observaciones entremezcladas (Vermischte Bemerkungen), el manuscrito que serviría como base para Polen (Blüthenstaub), su conjunto de fragmentos más reconocido en la actualidad. El conjunto aborda temáticas muy diversas y alterna, desde un punto de vista formal, entre sentencias de un renglón y largas reflexiones de una página o más.

El primero de los fragmentos, uno de los más conocidos, afirma, en continuidad con los planteos filosóficos de los Fichte-Studien, las limitaciones del pensamiento en su búsqueda de lo incondicionado:
Buscamos por todas partes lo incondicionado y encontramos siempre solo cosas (Wir suchen überall das Unbedingte, und finden immer nur Dinge).
Importantes para la crítica son también las consideraciones sobre el fragmento mismo como género:
El arte de escribir libros no ha sido inventado todavía, pero está a punto de ser inventado. Fragmentos de esta clase son semillas literarias. Entre ellas habrá, por cierto, algún granito estéril – sin embargo, con que solo alguno brotara...
El fragmento, para Novalis como así también para el círculo de los románticos de Jena, es una unidad autónoma encerrada en sí misma de la cual puede brotar (o no) una idea de valor, un pensamiento nuevo: pequeñas ocurrencias trabajadas desde el punto de vista formal y de contenido diverso y de grados distintos de profundidad.
Más uniforme es, en cambio, la temática del otro conjunto de fragmentos de Novalis de esta misma época, Fe y amor, o El rey y la reina, 43 fragmentos de tema político que habían de completarse con los 26 Aforismos políticos que, en cambio, no serían publicados por haber desconfiado la censura del contenido de Fe y amor. Novalis exalta aquí la figura del rey y la de la reina como símbolos inspiradores para el ciudadano. En Fe y amor, al igual que en su ensayo (de publicación póstuma) La cristiandad o Europa, muestra Novalis un fuerte compromiso con la forma monárquica de gobierno que reposa, sobre todo, en el valor que posee la administración unitaria para el fortalecimiento de la hermandad entre los hombres y para la exaltación de las ideas de nobleza y heroísmo. También insistió la crítica, no solo respecto de Novalis sino principalmente respecto del Romanticismo en general, en el visible aspecto reaccionario de la ideología romántica.
Además de Polen, que sería publicado en la revista de los hermanos Schlegel Athenaeum, y Fe y amor, que apareció en los Jahrbücher der preußischen Monarchie, en esta misma época redactó también Novalis otros fragmentos que no verían la luz sino póstumamente. Se destaca, en el marco de esta producción, el conjunto de los “fragmentos logológicos” (Logologische Fragmente), en donde se encuentran importantes apuntes sobre el lenguaje, la poesía, sus vínculos con la filosofía, etcétera.

### Origen del seudónimo "Novalis"
Con la publicación de Polen nace “Novalis” como nombre para un escritor que hasta el momento no había publicado más que un poema hacía ya siete años y bajo el disfraz de "v. H***g.". Novalis mismo explica superficialmente su elección en la carta a August Wilhelm Schlegel que acompañó el envío del manuscrito con los fragmentos, el 24 de febrero de 1798:
Si tuviera Usted deseos de hacer con ellos un uso público, en ese caso yo le pediría que fuera bajo el nombre Novalis – antiguo nombre de mi familia y no del todo inapropiado.
Efectivamente la familia de Hardenberg había sido llamada “von Rode”, o, en su versión latina, “de Novali”. Este nombre “von Rode” le llegó a la familia Hardenberg a raíz de uno de sus bienes, el Gut Rode (posteriormente Großenrode) en la Baja Sajonia. “Rod”, a su vez, designa un campo preparado para el cultivo, en general una tierra dejada en barbecho (lo que hoy se diría “Brachfeld”, “Brachland”) o una tierra que será usada por vez primera, tierra “noval” (Neuland, Neubruch). Es decir, lo que en latín se diría “novalis” o “novale”. En la elección del seudónimo está presente no solo el hecho de que fuera una denominación que la familia efectivamente tuvo sino también, y en primer plano, el significado, la etimología de este antiguo nombre de los Hardenberg. "Novalis" es el nombre que se asigna el autor para su primera pequeña obra, para su entrada en el mundo de las letras, y es el nombre que se otorga a sí mismo el autor de un texto que corresponde a un género con mucho de exploratorio, de incursión, de irrupción en un terreno nuevo. Novalis describe tanto el terreno como el carácter y las aspiraciones de la irrupción en él en el dístico elegíaco que hace las veces de epígrafe en el comienzo de Polen:
Amigos, está pobre el suelo, semillas en abundancia debemos
 Arrojar, para que se nos den cosechas siquiera modestas.
Freunde, der Boden ist arm, wir müßen reichlichen Samen
 Ausstreun, daß uns doch nur mäßige Erndten gedeihn.

### Los Discípulos en Sais
El primer proyecto de novela de Novalis surgió, inicialmente, como un conjunto de fragmentos sobre la naturaleza, que él llamaba en ese entonces El discípulo en Sais. Posteriormente Novalis fue dotando a estas ideas de forma narrativa. Lo que alcanzó a redactar de esta novela trata sobre una serie de aprendices que intentan, bajo la guía de un maestro, escrutar los misterios más profundos de la naturaleza. En una sucesión de desarrollos que pasan por la narración, el diálogo, el relato maravilloso o incluso el canto, la novela se ocupa, fundamentalmente, del correcto modo de abordar la naturaleza. Este modo, en consonancia con las ideas que Novalis defendía cada vez con mayor convicción, tiene poco que ver con la disección analítica de los elementos del mundo natural y mucho que ver, en cambio, con una entrega personal a la naturaleza, con la consideración de la naturaleza como un otro yo y con el interés por aquellos planos de lo natural que escapan a una contemplación científica o filosófica racionalista. La novela quedaría inconclusa, pero no porque Novalis diera por carente de interés su proyecto: entre los propósitos de Novalis en sus últimos años estaba el de terminarla una vez que hubiera dado forma definitiva a su otro gran proyecto narrativo, Heinrich von Ofterdingen.

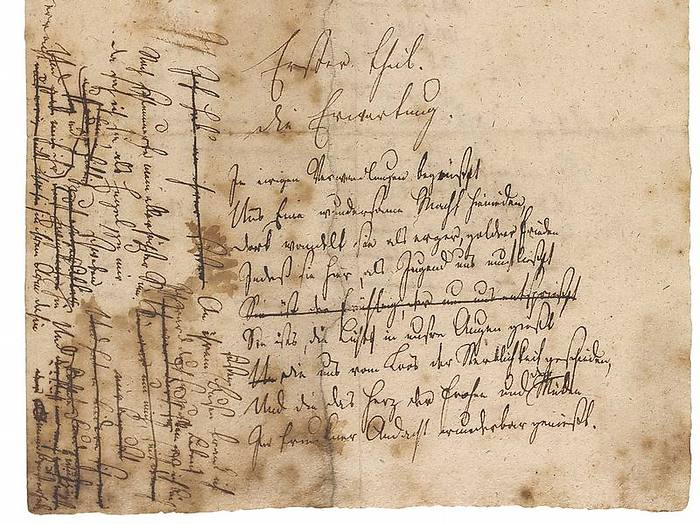
Manuscrito de Novalis perteneciente a Heinrich von Ofterdingen.

### Heinrich von Ofterdingen
Esta novela, pensada en dos partes, fue redactada por Novalis en un porcentaje mucho mayor: llegó a completar la primera parte (“La espera”) y a esbozar el comienzo de la segunda y última (“La consumación”).
El argumento exterior de la novela es particularmente sencillo y lineal: se trata de un viaje realizado por Heinrich y su madre desde Eisenach hacia Augsburg, la patria de ella. Allí conoce Heinrich a Mathilde, de quien se enamora y con quien se compromete, y a su padre Klingsohr, que intenta asistirlo en su formación como poeta.
Sin embargo, la novela se interesa principalmente por el argumento interior a Heinrich, que es precisamente, su formación como poeta: el desarrollo de la acción es un acompañamiento para lo que transcurre dentro de Heinrich, para su paulatina conquista de la habilidad poética. La primera parte de Heinrich von Ofterdingen trata mayormente sobre este aprendizaje poético de su personaje. La segunda parte debía tratar sobre el despliegue de las habilidades conquistadas, sobre la vida de Heinrich como poeta consumado.
En la novela se cruzan, como en Los discípulos en Sais pero con mayor intensidad y armonía, distintos registros literarios: relatos, canciones, sueños, diálogos, cuentos maravillosos, versos y visiones suman elementos al tesoro poético del que se nutre Heinrich en su persecución de la poesía. Esta pulsión hacia lo poético aparece simbolizada, en la novela, por la célebre imagen de la flor azul. El azul, en la obra en general, es el color que alude a la presencia de algo más elevado, de algo puro o superior.
A lo largo de la novela hay varios puntos que resultan determinantes en la formación poética de Heinrich: uno de los más significativos se encuentra en el quinto capítulo. Allí acompaña Heinrich, junto a otros que eran de la partida, a un viejo minero en una excursión hacia unas cuevas. De camino a las cuevas Heinrich entiende, en el contexto de una singular visión, que la pluralidad del mundo no es más que ilusoria ya que el ser es, en esencia, unitario, y puede ser resuelto en unas pocas formas primigenias. Este elemento se ve representado en la novela en la insistente formación de “tipos” humanos (el minero, el poeta, el soberano, etc.) que representan ciertas formas básicas y reiteradas de la Humanidad. Por otra parte, tanto esta reducción a modelos de la totalidad del ser como la identificación e hibridación de distintos personajes de una misma esencia (por ejemplo, dos poetas son, en verdad, una misma persona) o incluso, como estaba previsto, de naturalezas (en principio) diversas, está en armonía con las ideas filosóficas y científico-filosóficas de Novalis sobre el carácter orgánico del Universo y sobre la identidad entre sus distintos elementos. Este aspecto es central de lo que se conoce como su “idealismo mágico” y de buena parte de su obra literaria más tardía.

### LosHimnos a la noche
Los Himnos a la noche (Hymnen an die Nacht) aparecieron en la revista Athenaeum en el año 1800, pero su elaboración comenzó bastante tiempo antes. El punto de partida del tercer himno (tercero en el conjunto, primero en cuanto a su fecha de composición) parece ser un evento en la vida de Novalis, testimoniado en su diario, en la entrada correspondiente al día 13 de mayo de 1797:
Me levanté a las 5. Hacía muy buen tiempo. Pasó la mañana sin que yo hiciera mucho. Vino el capitán Rockenthien con su cuñada y sus hijos. Recibí una carta de Schlegel con la primera parte de las nuevas traducciones de Shakespeare. Después de comer fui a dar un paseo; luego, café; el tiempo empeoró; primero, tormenta, y luego nublado y borrascoso; muy voluptuoso; comencé a leer a Shakespeare; me entregué completamente a la lectura. Al atardecer me dirigí hacia Sophie [i.e. hacia su tumba]. Allí estuve indescriptiblemente contento; momentos relampagueantes de entusiasmo. Deshice la tumba ante mí de un soplido, como si fuera polvo. Siglos eran como momentos; se podía sentir su cercanía; yo creía constantemente que ella estaba por aparecer. Una vez que volví a casa tuve alguna emoción al conversar con ma chère. Por lo demás, estuve muy alegre todo el día. Por la tarde estuvo Niebekker. A la noche tuve aún algunas buenas ideas. Shakespeare me dio mucho que pensar.
En el tercero de los Himnos a la noche se encuentra una equivalencia muy clara con esta experiencia, en torno de la cual se organiza el conjunto completo de los seis “himnos”, composiciones redactadas parcialmente en prosa, parcialmente en verso, en las cuales un yo lírico narra un proceso interior de honda trascendencia: de una inicial veneración de la Luz (símbolo del pensamiento ilustrado, de la razón, etc.) pasa a una posterior comprensión de la superioridad de la Noche (asociada a lo más profundo, a lo desconocido y misterioso pero también a lo más auténtico). Este proceso llega a su clímax en el himno tercero, en el que el yo que enuncia los himnos accede a ver el otro lado de lo que en el himno cuarto se llama la “montaña fronteriza de la Tierra” y puede contemplar el reino de la Noche y su magia. Los tres himnos restantes presentan a un yo apaciguado, dotado de la verdad sobre el plano más hondo de la realidad.

### LosCantos espirituales
Los quince Geistliche Lieder, cantos “espirituales” o cantos “cristianos” como los llamara en alguna ocasión también Novalis, son poesías devocionales destinadas a la adoración de la divinidad, de Jesucristo y de María. Son considerados uno de los puntos más destacados de la poética de Novalis y fueron utilizados con fines litúrgicos en auténticos cantos religiosos. Se conoce que en una ocasión, ya muerto Novalis, el padre del poeta preguntó, al salir del servicio religioso, por la autoría de un canto que le había resultado hermoso, y recibió la respuesta de que se trataba de su propio hijo. Una de las temáticas más reincidentes en el conjunto de los Cantos es la de la obtención de consuelo para las desgracias de la vida en la entrega a Jesús y a la divinidad.

### Lírica tardía
Junto con sus novelas y con los conjuntos de Himnos y Cantos compuso también Novalis en sus últimos años varias poesías aisladas, en algunas de las cuales pueden encontrarse desplegadas con particular fuerza las ideas que ocuparan su interés durante todo este último período. A esta época corresponden, por ejemplo, Der Himmel war umzogen o Es färbte sich die Wiese grün, poesía sobre la llegada de la primavera en la que se insiste en la integración del ser humano con los distintos órdenes del ser, o Wenn nicht mehr Zahlen und Figuren, que estaba destinada, posiblemente, a aparecer en la segunda parte de Heinrich von Ofterdingen y que constituye, canónicamente, uno de los intentos mejor logrados de parte de Novalis para la exposición de sus ideas sobre el correcto abordaje de la naturaleza.

### El "idealismo mágico"
El tema de la identificación entre “microcosmos” y “macrocosmos”, entre el hombre y el Universo, reaparece insistentemente en el pensamiento filosófico y científico más tardíos de Novalis. Convencionalmente se asocia esta tendencia de sus reflexiones a un rótulo con el que pasó a la fama su propia teoría sobre los vínculos entre el hombre y la naturaleza: el de “idealismo mágico”. Novalis mismo se sirvió en muy escasas oportunidades de las expresiones “idealismo mágico” e “idealista mágico”, pero acabaron siendo las maneras más sintéticas y eficaces de nombrar su concepción filosófica más tardía. Esta cosmovisión así llamada “idealista mágica” parece reposar, en última instancia, en la idea de que el mundo es proyección de un yo poderoso que, a la manera de un hechicero, administra, manipula o cuanto menos incide de modo determinante sobre la realidad. Si bien es difícil, dada la escasez de testimonios, asentar un significado claro y preciso para “idealismo mágico”, se conoce, cuanto menos, que Novalis lo concibió como la culminación de un recorrido que llevaría de un “empirismo puro” (que implica total pasividad de parte del sujeto), pasando por un “empirismo trascendente”, por el “dogmatismo” más simple, por la “Schwärmerei” (una suerte, siguiendo la equivalencia con lo anterior, de “dogmatismo trascendente”), por el “idealismo trascendental” de Kant y por la doctrina de Fichte, a, finalmente, su propio “idealismo mágico”. Posiblemente este idealismo implicara una superación del de Fichte en la medida en que prescinde del “choque” de un No-Yo y en la medida en que potencia la participación activa del Yo en la construcción del mundo. La comprensión precisa de la naturaleza auténtica del “idealismo mágico” es, sin embargo, objeto de discusión.
El tema en general de la magia, de sus vínculos con la poesía, etc., es uno de los puntos que reaparecen a lo largo del conjunto de apuntes más estudiado de la producción filosófica tardía de Hardenberg, su proyecto de enciclopedia conocido como Borrador general (Allgemeines Brouillon, 1151 anotaciones de los años 1798-1799), y también del último conjunto de apuntes científico-filosóficos, los textos conocidos como “Fragmentos y estudios de 1799-1800”, 705 anotaciones.

### Estudios científicos
La tercera rama fundamental de la producción de Novalis, junto con la filosófica y con la literaria, es la científica. Sus propios intereses, sumados a las necesidades de su oficio, mantuvieron a Hardenberg siempre muy abocado a la investigación científica, y, en particular, muy interesado por la mineralogía.
El corpus de estudios científicos de Hardenberg puede ser dividido, hasta cierto punto, en dos secciones: por un lado, escritos profesionales en los que apuntó a la comprensión de cuestiones científicas estrechamente vinculadas a sus tareas, a su trabajo, y por el otro lado anotaciones científicas y científico-filosóficas de la mayor complejidad y de un grado muy alto (más o menos común para la época) de especulación.
Novalis se interesó mucho por teorías que en la época se encontraban en el límite entre la ciencia y la seudociencia, como el mesmerismo, el galvanismo y la alquimia, y estos intereses se filtraron en su obra literaria, en particular en Heinrich von Ofterdingen.

## Edición y recepción de sus obras[18]
Fe y amor fue, en vida de Novalis, su texto de mayores repercusiones. Junto con esta, Hardenberg llegó a ver publicadas, únicamente, las siguientes obras: Polen; un breve conjunto de dísticos y pequeños poemas llamado Flores (Blumen), y los Himnos a la noche. Sus amigos Freidrich Schlegel y, sobre todo, Ludwig Tieck, tomaron a su cargo la tarea de ordenar y publicar todo el resto de su producción. En 1802, el año siguiente al de su muerte, apareció la primera edición de sus obras completas. La crítica detectó en ella innumerables adulteraciones, recortes injustificados, reordenamientos arbitrarios, supresiones e incluso agregados, de modo que la edición primera de la producción de Novalis acabó aportando tanto a la difusión de su obra como a su deformación. En cualquier caso, las sucesivas ediciones que esta versión fue teniendo a lo largo de la primera mitad del siglo XIX fueron el único material a disposición de todos aquellos que se ocuparon de la obra de Novalis hasta fines del 1800. Los abordajes más destacados, durante el siglo XIX, son el ensayo de Dilthey (“Novalis”, posteriormente incluido en Vida y poesía) y la sección correspondiente de la obra de Rudolf Haym Die romantische Schule, de 1870.
Durante todo este período, en parte gracias a la deformación generada por la edición de Schlegel y Tieck, y en parte por la biografía de Novalis que este último incluyera en la tercera edición (de 1815), la imagen de Novalis fue asociada, con una fuerza que parcialmente persiste hasta hoy, a la de un poeta soñador, atormentado por las desgracias de su vida personal, místico hasta los bordes de la locura, enemigo de la razón, enemigo de la Ilustración, inspirado por una extraña flor azul que acabó deviniendo símbolo del Romanticismo y por la Noche y sus misterios trascendentes. La revisión (exitosa a medias) de estos lugares comunes requería de ediciones más cuidadas de sus escritos.
En el cambio de siglo, finalmente, comenzaron a sucederse nuevas ediciones de su obra, hasta llegar a la edición histórico crítica a cargo de Paul Kluckhohn, aparecida en 1929, que marcaría un nuevo rumbo, que permitiría el surgimiento de la idea de Novalis como un pensador serio y que aportaría un panorama mucho más fidedigno de su obra completa. Sobre esta edición se preparó lo que hoy se conoce como HKA (Historisch-kritische Ausgabe), a cargo, fundamentalmente, de Richard Samuel, de la que se espera un último volumen en lo inmediato. Esta edición, de la cual lo nuclear apareció durante la década de 1960, devino canónica y sirvió como punto de partida para las investigaciones posteriores.
También en esta época, entre las décadas de 1950 y 1970, sufrió la imagen de Novalis una transformación determinante: de la mano de especialistas como Theodor Haering, Manfred Dick y Manfred Frank, a quienes cabe el mérito de haber dispersado el aura de misticismo que condicionaba en general a todos los acercamientos al pensamiento de Hardenberg, surgió, sobre todo, la imagen de un Hardenberg filósofo. Llegó incluso a construirse, a causa de los escritos de Frank fundamentalmente, una visión casi contraria a la del poeta místico: la de un filósofo racionalista y riguroso, gestándose de este modo una nueva visión unilateral. Actualmente la crítica más autorizada coincide, en un buen porcentaje, en apuntar a una visión sobre Novalis igualmente apartada de ambos extremos y que toma en cuenta el conjunto de su producción y las conexiones entre las distintas ramas de su obra.